# 열왕 대계
열왕 대계(Kings' Cycles) 또는 역사 대계(Historical Cycle)는 고중세 아일랜드 문학의 일부이다. 소위 아일랜드 신화의 마지막 부분으로서, 코르막 막 아르트, 니얼 노이기얼러흐, 오간 모르, 코날 코르크, 구어레 아드네 막 콜만, 디어르마트 막 케르발, 루가드 막 콘, 콘 케드커하크, 로에가레 막 니얼, 크림한 막 피다그, 브리안 보루마 등 아일랜드의 전설적인 왕들에 대해서 다룬다. 열왕 대계에 등장하는 왕들 중에는 라브라드 렝세크처럼 완전히 창작의 존재인 것도 있고, 브리안 보루마처럼 완전한 실존인물도 있다. 